# Johann Andreas von Sprecher

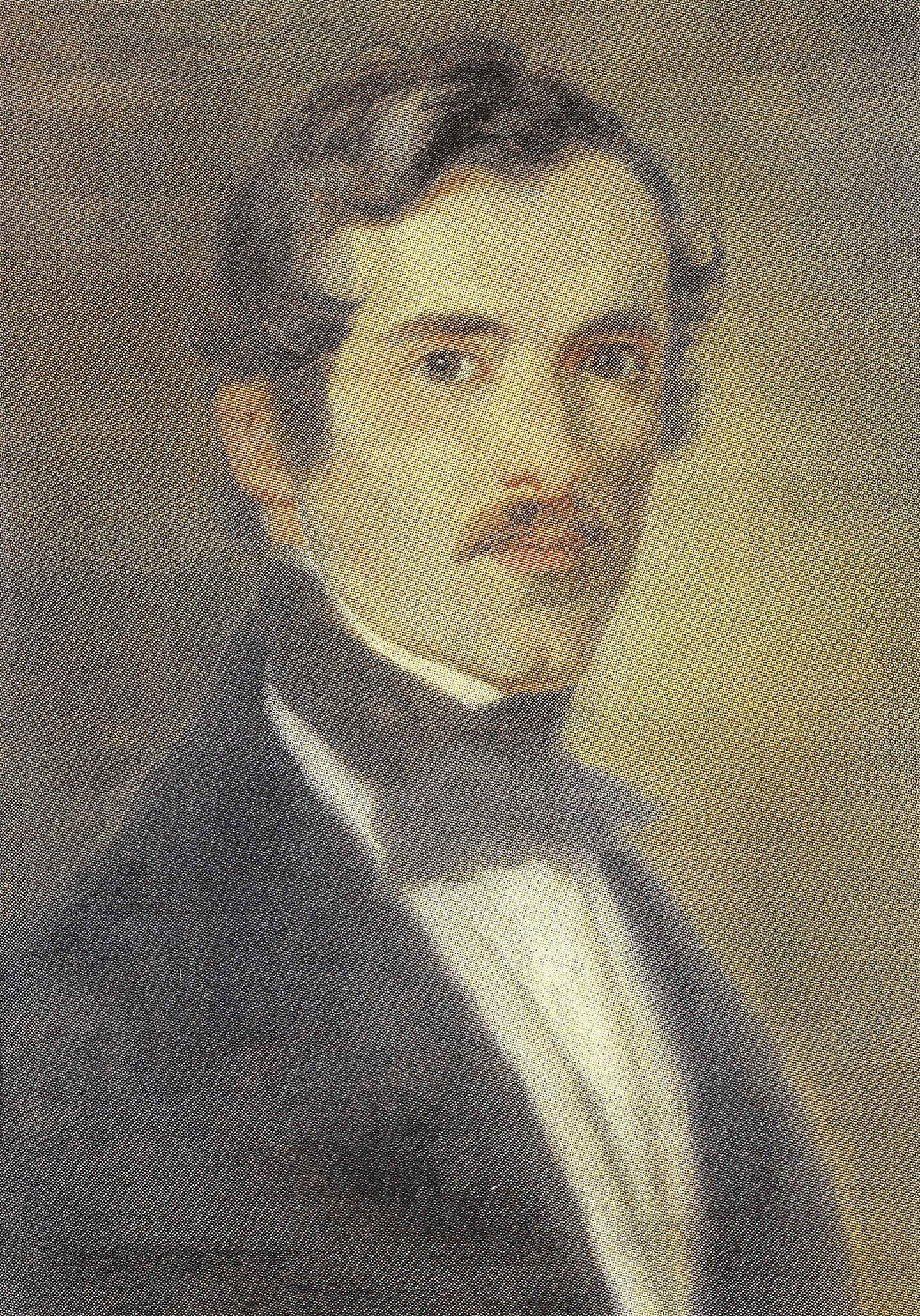
Johann Andreas von Sprecher

Johann Andreas von Sprecher, auch Johann Andreas Sprecher von Bernegg (* 31. Oktober 1819 in Chur; † 8. Januar 1882 ebenda), war ein Schweizer Historiker, der unter anderem eine Geschichte Graubündens sowie historische Romane verfasste. In jungen Jahren war er überdies Offizier der ungarischen Freiwilligenarmee. Sprecher gilt als erster, der auch in walserdeutscher Mundart publiziert hat.

## Leben
Sprecher stammte aus der Davoser Linie der Sprecher von Bernegg. Er war ein Enkel von Kommissar Anton Herkules von Sprecher und ein Sohn des Bundeslandammanns Johann Andreas von Sprecher. Nachdem die Handlungsfirma von Sprecher und Rofler infolge von Spekulation 1820 zusammengebrochen war, entzog sich der Vater durch Flucht der gerichtlichen Verfolgung, und die Familie liess sich 1824 im rheinländischen Neuwied nieder. Dort besuchte der junge Sprecher die Herrnhuter Knabenanstalt und anschliessend in Wetzlar das Gymnasium. In Bonn und Heidelberg studierte er gemäss elterlichem Wunsch Theologie, aus persönlicher Neigung aber hauptsächlich Philosophie und Philologie. Nach dem Tode seines Vaters brach er das Studium aus finanziellen Gründen ab und wirkte als Hauslehrer in Neuenburg, Genf, Chur und Basel, versuchte sich dann in Wien als selbständiger Schriftsteller und wirkte darauf erneut als Hauslehrer in Siebenbürgen.
1848 nahm er an der Ungarischen Revolution als Offizier der dortigen Freiwilligenverbände teil, geriet in österreichische Gefangenschaft und wurde in die Schweiz abgeschoben. Nach einem Aufenthalt als Sprachlehrer in London wohnte er bei seiner Schwester im Pfarrhaus des aargauischen Thalheim, wo er im Auftrag der Sauerländer’schen Verlagshandlung eine neue Ausgabe des Geographisch-statistischen Handlexikons der Schweiz erstellte (gedruckt 1856). Schliesslich übersiedelte er nach Chur, wo er ab 1854 als Aktuar des bündnerischen Erziehungsrats und der kantonalen Armenkommission wirkte. Eine Verwaltungsreorganisation sowie ein Hörleiden veranlassten ihn 1864, als Journalist und Redaktor der liberalen Neuen Bündner Zeitung zu arbeiten, und zuletzt war er im Buchantiquariatsgeschäft tätig.

## Schaffen
Sprechers erfolgreichste Werke waren die Geschichte der Republik der III Bünde im 18. Jahrhundert (der erste Band behandelte die politische, der zweite die Kulturgeschichte), die vier Novellen Aus Heimat und Fremde (zwei mit Erinnerungen aus Ungarn und zwei über bündnerische Zustände) und die im 17. Jahrhundert angesiedelten historischen Romane Donna Ottavia und Die Familie de Sass (den dritten Teil der Trilogie konnte er nicht mehr vollenden). Alle diese genannten Werke wurden im 20. Jahrhundert erneut aufgelegt.
Die Mundarterzählung Das alt Mändli am Flüela ist vermutlich die erste auf Walserdeutsch verfasste Geschichte überhaupt, die je im Druck herausgekommen ist. Ein erstes Mal erschien sie 1858 im Feuilleton der Berner Zeitung Der Bund, ein zweites Mal in der Sammlung Schwizer-Dütsch von Otto Sutermeister. Später wurde sie von Hans Valär etwas gekürzt und in ein korrekteres Davoserdeutsch umgesetzt und erschien so 1939 im von Traugott Vogel herausgegebenen Buch Schwizer Schnabelweid.

## Werke (Auswahl)
- Das alt Mändli am Flüela (1858; erneut 1882/84 und, sprachlich von Hans Valär überarbeitet, 1939)
- Geschichte der Republik der III Bünde im 18. Jahrhundert, zum ersten Male nach den amtlichen und den sonstigen handschriftlichen Quellen (1872–75 [Band 1]; der zweite Band 1951 von Rudolf Jenny unter dem Titel Kulturgeschichte der Drei Bünde im 18. Jahrhundert neu hrsg., 4. Auflage 1976)
- Aus Heimat und Fremde (drei Novellen, 1859; 2. Auflage 1931 oder 1932)
- Donna Ottavia (historischer Roman, 1878 [Digitalisat]; Neuauflage 1969)
- Die Familie de Sass (historischer Roman, 1881 [Digitalisat]; 4. Auflage 1978)

## Fussnoten
1. ↑  Marietta Kobald-Walli (Projektleiterin): Läsiblüescht. Prättigauer und Davoser Dialekttexte aus 159 Jahren. Hrsg. von der Walservereinigung Graubünden. o. O. 2017, S. 18.

| Personendaten    | Personendaten                                             |
| ---------------- | --------------------------------------------------------- |
| NAME             | Sprecher, Johann Andreas von                              |
| ALTERNATIVNAMEN  | Sprecher von Bernegg, Johann Andreas (vollständiger Name) |
| KURZBESCHREIBUNG | Schweizer Beamter, Redaktor, Historiker und Autor         |
| GEBURTSDATUM     | 31. Oktober 1819                                          |
| GEBURTSORT       | Chur                                                      |
| STERBEDATUM      | 8. Januar 1882                                            |
| STERBEORT        | Chur                                                      |